# Witold Wartha

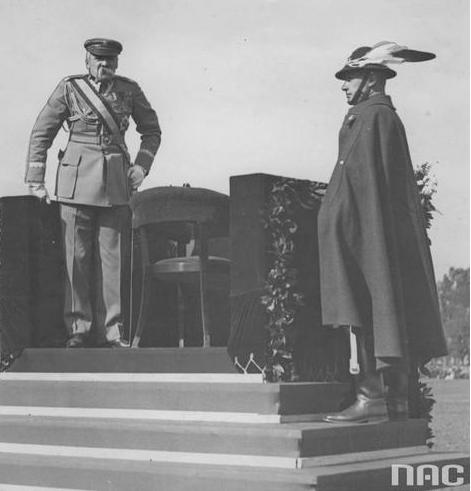
Marszałek Józef Piłsudski i płk Witold Wartha podczas Święta Kawalerii w Krakowie z okazji 250 rocznicy Odsieczy Wiedeńskiej (1933)

Witold Antoni Wincenty Artur Wartha (ur. 10 listopada 1889 we Frysztacie, zm. 11 lutego 1967 w Edynburgu) – pułkownik dyplomowany piechoty Wojska Polskiego, kawaler Orderu Virtuti Militari.

## Życiorys
Urodził się 10 listopada 1889 we Frysztacie, w rodzinie Antoniego i Wandy z Kostarkiewiczów. W latach 1899–1906 uczęszczał do siedmioklasowej wojskowej szkoły realnej w Austrii, w której uzyskał maturę. W latach 1906–1909 był słuchaczem Terezjańskiej Akademii Wojskowej w Wiener Neustadt. Od 1909 był oficerem c. i k. armii i w jej szeregach brał udział w I wojnie światowej (100 pułk piechoty). 20 sierpnia 1917 dostał się do niewoli włoskiej.
Od 1919 był oficerem instruktorem w ramach Armii Polskiej we Francji gen. Józefa Hallera. U kresu wojny w stopniu kapitana od grudnia 1918 był dowódcą 3 pułku strzelców imienia ks. Józefa Poniatowskiego, formowanego w obozie Santa Maria Capua Vetterae niedaleko Neapolu. Do pułku wcielono Polaków, jeńców z c. k. armii. Funkcję dowódcy pełnił do marca, gdy oddział wyjechał z Włoch i udał się koleją do Francji.
Po odzyskaniu przez Polskę niepodległości i powrocie do ojczyzny wstąpił do Wojska Polskiego. Zweryfikowany w stopniu majora w szeregach 145 pułku piechoty Strzelców Kresowych brał udział w wojnie polsko-bolszewickiej, w tym od końca lipca do 25 października pełnił funkcję dowódcy pułku. Za udział w wojnie otrzymał Order Virtuti Militari.
3 maja 1922 roku został zweryfikowany w stopniu podpułkownika ze starszeństwem z 1 czerwca 1919 roku i 221. lokatą w korpusie oficerów piechoty. Jako oficer nadetatowy pełnił funkcję zastępcy szefa Wydziału Piechoty w Departamencie I Piechoty Ministerstwa Spraw Wojskowych. 2 listopada 1923 roku został przydzielony do 4 pułku Strzelców Podhalańskich w Cieszynie z jednoczesnym odkomenderowaniem do Wyższej Szkoły Wojennej w Warszawie, w charakterze słuchacza III Kursu Doszkolenia. 15 października 1924 roku, po ukończeniu kursu i otrzymaniu dyplomu naukowego oficera Sztabu Generalnego, został przydzielony do Biura Ścisłej Rady Wojennej. W 1926 roku został szefem wydziału w Oddziale III Sztabu Generalnego w Warszawie.
31 marca 1927 roku otrzymał przeniesienie do 1 pułku strzelców podhalańskich w Nowym Sączu na stanowisko dowódcy pułku. 1 stycznia 1928 roku awansował na pułkownika ze starszeństwem z 1 stycznia 1928 roku i 12. lokatą w korpusie oficerów piechoty. 23 grudnia 1929 roku otrzymał przeniesienie do Inspektoratu Armii w Warszawie na stanowisko I oficera sztabu. Zastąpił na tym stanowisku pułkownika dyplomowanego Stanisława Weckiego. 3 grudnia 1931 roku zastąpił generała brygady Janusza Gąsiorowskiego na stanowisku Szefa Biura Inspekcji - I oficera do zleceń przy Generalnym Inspektorze Sił Zbrojnych w Warszawie. 18 maja 1935 pełnił asystę podczas Pogrzebu Józefa Piłsudskiego w Krakowie. 13 lutego 1935 roku został szefem Departamentu Dowodzenia Ogólnego Ministerstwa Spraw Wojskowych w Warszawie. Służbę na tym stanowisku pełnił do 10 września 1939. „Brak dowodzenia” wielką jednostką spowodował, że w marcu 1939 roku nie został awansowany.
10 września 1939 roku, w czasie kampanii wrześniowej, został mianowany zastępcą dowódcy Grupy „Stryj”. 18 września 1939 roku uzgadniał z władzami węgierskimi warunki przejścia granicy przez oddziały Grupy „Stryj”. 21 września 1939 roku na południe od wsi Klimiec przekroczył granicę polsko-węgierską.
W Polskich Siłach Zbrojnych pełnił funkcję zastępcy dowódcy oraz od 17 sierpnia do 20 grudnia 1941 dowódcy 3 Brygady Kadrowej Strzelców. Od 30 grudnia 1942 roku do 27 października 1944 roku sprawował stanowisko komendanta Centrum Wyszkolenia Piechoty w szkockim mieście Dunfermline. Po wojnie pozostał na emigracji w Wielkiej Brytanii. Zmarł 11 lutego 1967 w Edynburgu i został pochowany na cmentarzu katolickim Mount Vernon.
Był żonaty z Jadwigą z Mańkiewiczów (1897–1972), z którą miał córkę Wandę (1921–2004), żonę Zdzisława Andrzeja Sas-Bilińskiego (1914–1992), rotmistrza, oficera 23 pułku ułanów.
Został upamiętniony na tablicy pamiątkowej, umieszczonej w kościele św. Kazimierza w Nowym Sączu w 1988, honorującej dowódców 1 Pułku Strzelców Podhalańskich.

## Ordery i odznaczenia
- Krzyż Srebrny Orderu Wojskowego Virtuti Militari nr 1281 – 17 maja 1921[21]
- Krzyż Oficerski Orderu Odrodzenia Polski – 2 maja 1923 „w uznaniu zasług, położonych dla Rzeczypospolitej Polskiej na polu administracji wojskowej”[22][23][24]
- Krzyż Walecznych czterokrotnie
- Złoty Krzyż Zasługi – 24 maja 1929 „za zasługi na polu organizacji i wyszkolenia wojska”[25]
- Odznaka Pamiątkowa Generalnego Inspektora Sił Zbrojnych – 12 maja 1936
- Krzyż Oficerski Orderu Legii Honorowej – 1934[26]